# Thalassodes flavifimbria
Thalassodes flavifimbria är en fjärilsart som beskrevs av W. Warren 1912. Thalassodes flavifimbria ingår i släktet Thalassodes och familjen mätare. Inga underarter finns listade i Catalogue of Life.